# Diorhabda robusta
Diorhabda robusta es una especie de insecto coleóptero de la familia Chrysomelidae. Fue descrita por Jacoby en 1899.